# Partenope (córka Stymfalosa)
Partenope (gr. Παρθενόπη Parthenópē, łac. Parthenope) – w mitologii greckiej, córka Stymfalosa. Uwiódłszy w Tegei córkę Aleosa Auge, Herakles udał się na północ Arkadii do Stymfalos, gdzie spłodził z Partenope Eueresa.
Partenope pochodziła od Arkasa, syna Zeusa i Kallisto.